# Leistungsklasse A 1989/90
Die Saison 1989/90 der Leistungsklasse A war die erste Austragung der höchsten Spielklasse im Schweizer Fraueneishockey und zugleich die vierte Schweizer Meisterschaft. Den Schweizer Meistertitel gewann zum zweiten Mal in der Vereinsgeschichte die Frauenmannschaft des Grasshopper Club Zürich, während der DHC Langenthal in die Leistungsklasse B abstieg.

## Tabelle
Abkürzungen:S = Siege, U= Unentschieden, N = Niederlagen
| Rang | Verein              | Spiele | S | U | N | Tore | Punkte |
| ---- | ------------------- | ------ | - | - | - | ---- | ------ |
| 1.   | Grasshopper Club    | 20     |   |   |   | –:–  |        |
| 2.   | SC Weinfelden       | 20     |   |   |   | –:–  |        |
| 3.   | EHC Bülach          | 20     |   |   |   | –:–  |        |
| 4.   | SC Lyss             | 20     |   |   |   | –:–  |        |
| 5.   | Fribourg Unterstadt | 20     |   |   |   | –:–  |        |
| 6.   | DHC Langenthal      | 20     |   |   |   | –:–  |        |